# Кім Хван Сік
Кім Хван Сік (кор. 김황식, 金滉植, Gim Hwang-sik, Kim Hwangsik; нар. 9 серпня 1948) — корейський правник і політик, сорок перший прем'єр-міністр Республіки Корея.

## Кар'єра
Здобував юридичну освіту в Марбурзькому та Сеульському національному університетах. Після того працював у системі судочинства. Від 2005 до 2008 року був суддею Верховного суду, потім — головою комітету з аудиту й інспектування.
У жовтні 2010 року Кім Хван Сік очолив Уряд Республіки Корея. Вийшов у відставку в лютому 2013 року. Наприкінці березня 2012 року зустрічався в Сеулі з тогочасним президентом України Віктором Януковичем.